# Soziale Systeme (Zeitschrift)
Soziale Systeme: Zeitschrift für soziologische Theorie ist der Titel einer halbjährlich erscheinenden soziologischen Fachzeitschrift, die die Schnittstelle von Systemtheorie und soziologischer Theorie in den Blick nimmt. Die nach einem Peer-Review-Verfahren veröffentlichten Beiträge stehen überwiegend in der soziologischen Tradition Niklas Luhmanns, nehmen aber auch Fragen der allgemeinen Systemtheorie sowie der allgemeinen soziologischen Theorie in den Blick.
Die Zeitschrift erschien von 1995 bis 2000 bei Leske + Budrich, von 2001 bis 2016 im Verlag Lucius & Lucius und wird seit 2016 bei De Gruyter verlegt.

## Herausgeberkollegium
(Stand 2023)
- Anna L. Ahlers (Max-Planck-Institut für Wissenschaftsgeschichte, Berlin)
- Niels Åkerstrøm Andersen (Copenhagen Business School)
- Dirk Baecker (Zeppelin Universität Friedrichshafen)
- Cristina Besio (Helmut-Schmidt-Universität der Bundeswehr, Hamburg)
- Cornelia Bohn (Universität Luzern)
- Alberto Cevolini (Università di Modena e Reggio Emilia)
- Thomas Kron (Rheinisch-Westfälische Technische Hochschule Aachen)
- Maren Lehmann (Zeppelin Universität Friedrichshafen)
- Aldo Mascareño (Universidad Adolfo Ibáñez, Santiago de Chile)
- Evelyn Moser (Universität Bonn)
- Sven Opitz (Philipps-Universität Marburg)
- Johannes F.K. Schmidt (Universität Bielefeld)
- Rudolf Stichweh (Universität Bonn)
- Mitsuhiro Tada (Kumamoto University)
- Chih-Chieh Tang (Academia Sinica Taipeh)
- Raf Vanderstraeten (Ghent University)